# 서울 노원구의 향토문화재
서울 노원구의 향토문화재는 다음 각 호의 어느 하나에 해당하는 것을 말한다.
1. 문화재보호법 및 서울특별시 문화재 보호조례에 의거 문화재로 지정되지 아니한 것으로서 노원구의 역사·예술·학술상 가치가 있는 것과 이에 준하는 유·무형의 자료
2. 향토문화재로서 보존가치가 있을 것으로 기대되는 유적
3. 노원의 문화, 토속, 풍속을 연구하는데 필요한 자료

## 참고 문헌
- 서울 노원구 홈페이지 - 고시/공고